# 木立涼子
木立 涼子（きだち りょうこ、1984年9月7日 - ）は、女性タレント。

## 人物
- コスプレ、ガンダム、特撮（特に仮面ライダー）、フィギュア収集・改造、S.I.C.収集などの趣味を有し、口癖は「燃える」「マジンガー」といったヲタク系グラビアアイドル。2008年現在、新世紀エヴァンゲリオンの渚カヲルにはまっており（ブログのプロフィール画像もカヲルの自コスプレ写真）、着うたは「まっがーれ↓」。眼鏡フェチでもある。
- 好きな食べ物は、アイス、卵かけご飯。嫌いな食べ物は、タマネギ、ネギ。

## 出演

### 映画
『パッチギ! LOVE&PEACE』（2007）